# Hillsboro 150 1968
Hillsboro 150 1968 var ett stockcarlopp ingående i Nascar Grand National Series (nuvarande Nascar Cup Series) som kördes 15 september 1968 på den 0,9 mile (1,448 km) långa ovalbanan Orange Speedway i Hillsborough i North Carolina. Totalt avverkades 150,3 miles (241,884 km) fördelat på 167 varv. Banunderlaget var dirt. Loppet vanns av Richard Petty i en Plymouth på tiden 1:50.33 körande för Petty Enterprises. Pettys snitthastighet uppgick till 81,574 mph. Han var vid målgång ensam förare på ledarvarvet, sju varv före tvåan James Hylton. Det var Pettys 88:e vinst av totalt 200 i karriären. Prispotten uppgick till 6 900 dollar, varav 1 600 dollar gick till segraren.

## Resultat
| Plc     | Nr | Förare           | Team/ bilägare           | Konstruktör | Start | Varv | Ledda varv |
| ------- | -- | ---------------- | ------------------------ | ----------- | ----- | ---- | ---------- |
| 1       | 43 | Richard Petty    | Petty Enterprises        | Plymouth    | 1     | 167  | 155        |
| 2       | 48 | James Hylton     | Hylton Engineering       | Dodge       | 12    | 160  | 0          |
| 3       | 57 | Neil Castles     | Ervin Pruitt             | Dodge       | 11    | 152  | 0          |
| 4       | 4  | John Sears       | DeWitt Racing            | Ford        | 7     | 150  | 0          |
| 5       | 83 | Worth McMillion  | Allen McMillion          | Pontiac     | 23    | 145  | 0          |
| 6       | 2  | Bobby Allison    | J.D. Bracken             | Chevrolet   | 10    | 145  | 0          |
| 7       | 9  | Roy Tyner        | Roy Tyner                | Pontiac     | 20    | 140  | 0          |
| 8       | 5  | Earl Brooks      | Robertson Racing         | Ford        | 15    | 138  | 0          |
| 9       | 45 | Elmo Langley     | Seifert Racing           | Ford        | 8     | 137  | 0          |
| 10      | 49 | G.C. Spencer     | GC Spencer Racing        | Plymouth    | 3     | 133  | 0          |
| 11      | 71 | Bobby Isaac      | K&K Insurance Racing     | Dodge       | 4     | 131  | 0          |
| 12      | 17 | David Pearson    | Holman Moody             | Ford        | 2     | 120  | 12         |
| 13      | 15 | Curtis Turner    | Tom Friedkin             | Plymouth    | 6     | 116  | 0          |
| 14      | 88 | Ken Meisenhelder | Buck Baker Racing        | Oldsmobile  | 24    | 103  | 0          |
| 15      | 70 | J.D. McDuffie    | McDuffie Racing          | Buick       | 13    | 85   | 0          |
| 16      | 20 | Clyde Lynn       | Negre Racing             | Ford        | 9     | 84   | 0          |
| 17      | 25 | Jabe Thomas      | Robertson Racing         | Ford        | 14    | 64   | 0          |
| 18      | 95 | Paul Dean Holt   | Gray Racing              | Ford        | 21    | 40   | 0          |
| 19      | 34 | Wendell Scott    | Scott Racing             | Ford        | 17    | 35   | 0          |
| 20      | 19 | Cecil Gordon     | Gray Racing              | Ford        | 16    | 12   | 0          |
| 21      | 3  | Buddy Baker      | Fox Racing               | Dodge       | 5     | 5    | 0          |
| 22      | 64 | Bill Seifert     | Langley-Woodfield Racing | Ford        | 22    | 4    | 0          |
| 23      | 51 | Stan Meserve     | Margo Hamm               | Dodge       | 18    | 2    | 0          |
| 24      | 06 | Ray Hill         | Neil Castles             | Plymouth    | 19    | 1    | 0          |
| Källor: |    |                  |                          |             |       |      |            |